# РУБ (група)
«РУБ» (скорочено від «Рубай справу з плеча») — мистецько-ідеологічна група молодих митців, учнів О. Новаківського, постала 1932 у Львові, того ж року восени відбулася їх перша виставка, а 1933 вийшов мистецький альманах «Карби» (основна стаття Б. Антонича).
Ядро групи творили імпресіоністи С. Луцик, А. Малюца, І. Нижник, Р. Чорній, модерністи — В. Гаврилюк і В. Ласовський.